# Jodi Ellen Malpas
Jodi Ellen Malpas se narodila a vyrůstala v Northamptonu ve Velké Británii, kde dodnes žije se svou rodinou.

## Biografie
Hned po škole začala pracovat na plný úvazek pro svého otce ve stavební firmě s předpokladem, že firmu jednou převezme. Už tenkrát ale snila o tom, že se stane spisovatelkou. Svou prvotinu This Man psala dlouho potají, až jednoho dne sebrala odvahu a svůj sen uskutečnila. Kniha vyšla v říjnu 2012 v elektronické podobě. Kniha okamžitě získala ohlas a oblíbila si ji tisíce žen po celém světě. Stala se číslem jedna v New York Times a nejprodávanější autorkou podle žebříčku Sunday Times. Netrvalo dlouho a ke knize This Man vznikl druhý a třetí díl.
Erotickou trilogii vydává v ČR nakladatelství XYZ:
- 1. díl – This Man 1: Odhalení (10/2014)
- 2. díl – This Man 2: Odpuštění (2015)
- 3. díl – This Man 3: Zpověď (2015)